# Ewa Boniecka
Ewa Boniecka (ur. 13 lutego 1934, zm. 2 listopada 2024) – polska dziennikarka i publicystka, autorka książek o krajach anglosaskich. W latach 50. dziennikarka PAP-u redagowanego przez Julię Minc, po roku 1957 związana z „Kurierem Polskim” w Warszawie. W latach 1966–1970 korespondentka Życia Warszawy i agencji „Interpress” w Wielkiej Brytanii. 
W 1974 otrzymała Nagrodę indywidualną RSW „Prasa-Książka-Ruch”.
Pracowała w miesięczniku Sukces, następnie w tygodniku Warsaw Business Journal, gdzie prowadziła wywiady z politykami.
W 1983 została członkiem Zarządu Klubu Publicystyki Międzynarodowej Stowarzyszenia Dziennikarzy PRL.
Jej nazwisko znalazło się na tzw. „Liście Kisiela”, opublikowanej w 1984 r. przez Tygodnik Powszechny.

## Publikacje
- Bliżej polityków Toruń: 1996
- Podzielone pokolenie Warszawa: 1989
- Waszyngtońskie ABC Warszawa: 1986
- Anglicy Warszawa: 1974
- Polskie spotkania na Wyspach Brytyjskich (współaut. Zbigniew Boniecki) Warszawa: 1972